# 2023年世界水泳選手権ソロモン諸島選手団
2023年世界水泳選手権ソロモン諸島選手団は、2023年7月14日から7月30日まで日本の福岡で開催された第20回世界水泳選手権のソロモン諸島選手団、およびその競技結果。

## 選手団
- 人員: 選手 1人

## 選手名簿・結果
| 選手           | 種目           | 予選   | 予選  | 準決勝   | 準決勝   | 決勝     | 決勝     |
| 選手           | 種目           | 結果   | 順位  | 結果     | 順位     | 結果     | 順位     |
| -------------- | -------------- | ------ | ----- | -------- | -------- | -------- | -------- |
| エドガー・イロ | 男子50m自由形  | 27秒28 | 102位 | 予選敗退 | 予選敗退 | 予選敗退 | 予選敗退 |
| エドガー・イロ | 男子100m自由形 | 59秒94 | 108位 | 予選敗退 | 予選敗退 | 予選敗退 | 予選敗退 |